# Heinrich Adolf von Starkloff
Freiherr Heinrich Adolf von Starkloff (* 11. Februar 1810 in Ludwigsburg; † 9. März 1892 in Stuttgart) war königlich württembergischer Generalleutnant. Er wurde am 12. Juni 1873 in den erblichen Freiherrenstand erhoben.

## Herkunft
Seine Eltern waren der königlich württembergische Oberstlieutenant Friedrich Heinrich von Starkloff († 25. Juni 1840) und dessen Ehefrau Therese Schwarz († 8. November 1856).

## Leben

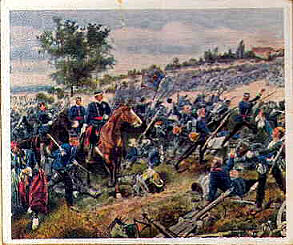
Angriff der Württemberger bei Wörth

Starkloff trat am 25. März 1827 in die württembergische Armee ein. Dort wurde er am 13. April 1830 Lieutenant, am 12. September 1836 Oberlieutenant, am 16. März 1846 Hauptmann, 1857 Major, 1860 Oberstlieutenant und Kommandeur des 1. Jägerbataillons auf Hohenasperg. Im Jahr 1865 wurde er Oberst und Kommandeur des Regiments. Im Deutschen Krieg kämpft er 1866 gegen die Preußen. Nach dem Krieg wurde er 1869 zum Generalmajor und Kommandeur der 53. Infanterie-Brigade ernannt. Als solcher nahm er am Deutsch-Französischen Krieg von 1870/71 teil. Er war Kommandeur der 2. Feldbrigade und konnte 1870 am Schluss der Schlacht bei Wörth bei Elsaßhausen und Fröschweiler wesentlich zur Entscheidung beitragen. Am 30. November 1870 stand er vor Paris bei Mont Mesley und Bonneuil, als die Franzosen versuchten die Belagerung zu durchbrechen. Er gelang ihm, den Angriff abzuwehren.
Bereits als württembergischer Hauptmann hatte er am 18. Januar 1856 das Ritterkreuz des Großherzoglich Hessischen Verdienstordens Philipps des Großmütigen verliehen bekommen. Für seine Verdienste erhielt er 1870 das Großkreuz des Friedrichsordens mit Schwertern. Außerdem wurde er am 12. Juni 1873 mit Diplom vom 29. August 1873 in den erblichen württembergischen Freiherrnstand erhoben. Am 3. April 1876 erhielt er das Großkreuz des Militärverdienstordens.
Er wurde 1872 Kommandeur der 27. Division (2. württembergische) und nahm 1876 seinen Abschied. Er war seinerzeit auch Generaladjutant des Königs und Vorstand des Verwaltungsrats der württembergischen Invalidenstiftung.

## Familie
Starkloff heiratete am 7. Oktober 1847 die Mitbesitzerin des Ritterguts Ihingen Louise von Vischer (* 23. Juni 1826; † 5. April 1907), eine Tochter des Rittmeisters Gustav Leonhard von Vischer (1793–1837). Das Paar hatte wenigsten einen Sohn:
- Günther Gustav (* 24. Januar 1853; † 11. Juni 1918), württembergischer General der Kavallerie ⚭ 1887 Mathilde Charlotte Eugenie von Gemmingen (* 12. Juni 1864; † 24. Februar 1940), Tochter von Moriz von Gemmingen[8]